# Maradi
Maradi je treći najveći grad u Nigeru nakon Niameya i Zindera. Administrativni je centar istoimene regije, a sjedište u Maradiju, također, imaju i istoimeni departman i urbana općina.

## Demografija
Maradi je prvobitno izgrađen na poplavnoj nizini. No, nakon nekoliko velikih poplava francuske kolonijalne vlasti grad su preselile na plato iznad nizine 1946. godine. Prema popisu stanovništva iz 2001. službeni broj stanovnika iznosio je 148.017. Dominantna etnička skupina u gradu je Hausa, zatim slijede pripadnici naroda Fulani i Tuarezi. Razne etničke skupine iz susjedne Nigerije, osobito Ibo i Joruba, također se mogu naći u stručnim obrtim ili u malim trgovinama.

## Gospodarstvo
Maradi je glavno prometno-trgovinsko i poljoprivredno središte središnjeg dijela južnog Nigera. Nalazi se na glavnoj autocesti koja spaja glavni grad Niamey na zapadu s Diffom na dalekom istoku zemlje. Maradi je odavno trgovački grad, na ruti sjeverno od Kanoa, Nigerija. 
Grad se nalazi u regiji poznatoj po uzgoju kikirikija.

## Vanjske poveznice
|  | Zajednički poslužitelj ima još gradiva o temi Maradi |